# Суданске избеглице
Суданске избеглице су особе које потичу из Судана а траже уточиште ван граница своје матичне земље. У новијој историји, у Судану су били сукоби и грађански ратови а дошло је и до дезертификације. Ова дешавања су довела до широког насиља, глади као присилне миграције бројних Сунадаца, који су се преселили ван земље али су били приморани и да промене локације живљења у окквиру земље. С обзиром на експанзивну географску територију Судана и регионалне и етничке тензије и сукобе, већи део присилних миграција у Судану је био интерног типа. Ипак популација Судана има економске потешкоће и проблеме у обезбеђивању егзистенције и основних потреба индивидуално као и породицама. Са стварањем јужносуданске државе, питања која се тичу интерно расељених лица из јужног Судана могу постати питања избеглица из Јужног Судана.

## Разлози за бекство
Кретање становништва унутар и око територије савременог Судана и његових суседа ради трговине, економских прилика, због климатских услова и сукоба је уобичајена појава у историји земље. Али ови покрети су се интензивирали и постали концентрисанији из разлога укључујући продужени грађански рат, насиље између различитих популација по етничким и политичким линијама, суше и потоње глади 1980-их, и хуманитарне ванредне ситуације и глад узроковане неодговарајућим одговорима на претходне кризе од стране међународних хуманитарних организација.

## Интерно расељени Суданци
Од 2016. године, процењује се да су 3,2 милиона Суданаца била интерно расељена лица (ИРЛ), а још 78.000 је било у ситуацијама сличним ИРЛ.
Након избијања сукоба у Судану 2023. године, Међународна организација за миграције је у августу 2023. проценила да је број интерно расељених лица порастао на скоро 7,1 милион, од којих је више половине расељено само због недавног сукоба.

## По земљама

### Египат
Почевши од 1990-их, пораст броја избеглица из Судана приморао је УНХЦР РО Каиро да преусмери свој фокус са образовања и обуке на бригу и одржавање избеглица. Регионална канцеларија УНХЦР-а у Каиру (РО Каиро) је  проширена а после Сомалијаца, Суданци (углавном јужни Суданци) представљају највећи број случајева. Велики број суданских избеглица у Египту одражава чињеницу да многи Суданци путују у Каиро да би добили званично признање свог избегличког статуса од УНХЦР-а. Суданске избеглице у Египту спадају у две категорије: оне које чекају на интервју за утврђивање статуса и оне које су одбијене или су се населиле. Између 60 и 70 одсто суданских тражилаца азила буду одбијени приликом тражења захтева за статус избеглице. Јединство породице доведено је у питање тежњом суданских избеглица за признањем УНХЦР-а. Жене и деца чекају у Каиру да прођу њихове пријаве УНХЦР-а, док мужеви чекају у Судану. Тешкоће живота у Каиру и немогућност неких мужева да се придруже својим породицама у Египту приморали су неке жене избеглице да напусте своје мужеве, поново се удају и оду ради пресељења. У случајевима одбијања породичне пријаве у УНХЦР-у, многи мушкарци напуштају своје жене и децу и траже другу слободну жену са статусом у УНХЦР-у како би избегли одговорност. Поред тога, УНХЦР РО Каиро не признаје полигамне заједнице и не упућује полигамисте да се преселе у земље у којима полигамија није дозвољена. Сви ови фактори су допринели распаду породица, повећању развода и напуштању деце. Коначно, египатске власти не признају увек личне карте УНХЦР-а издате избеглицама. Било је ситуација у којима су људи одвођени и затварани три до четири дана, а затим пуштени, упркос статусу УНХЦР-а. Печат о боравишној дозволи на важећем суданском пасошу нуди нешто већу заштиту за избеглице.

### Кенија
Процењује се да у Кенији живи око 3.500 суданских избеглица.

### Етиопија
Етиопија  је дала утичиште за око 70.000 избеглица из Судана, од којих већина живи у избегличким камповима у регионима Бенишангул-Гумуз и Гамбела.

### Уганда
Према подацима из 2024. било је 37,841 суданских избеглица у Уганди.

### Земље Залива
У последњој четвртини 20. века, многи Суданци су мигрирали у земље Залива да траже посао, у контексту нафтног бума у Заливу и погоршања економског стања Судана. Могућност мигрирања у земље Залива је нестала почевши од 1990-их, пошто је подршка владе Судана Ираку у Заливском рату довела до тога да су неки исељеници протерани док су други живели под строгим ограничењима. Пошто је Судан био усред другог грађанског рата, повратак није био опција за избегле, па су многи из Залива почели да се селе у Сједињене Америчкењ Државе и Канаду на основу „лутрије“ или тикета за азил и избеглице. Као такву, неке избеглице користе традиционалну миграцију у земље Залива за даље миграције у Европу, Сједињене Америчке Државе, Канаду и Аустралију.

## Помоћ

### Проблеми
Због недостатка помоћи УНХЦР-а суданским избеглицама, неке црквене групе су отвориле центре за учење за децу избеглице. Штавише, цркве такође нуде програме обуке за одрасле избеглице, обезбеђују храну за породице, поред финансијске помоћи, здравствених услуга и запошљавања. Што се тиче Суданаца који живе у насељима у Великом Картуму или у другим урбаним областима Африке и Блиског истока, новчане дознаке које шаљу рођаци пресељени у западне земље постале су суштински део укупног прихода потребног за задовољавање дневних и других критичних потреба.

### Родна питања
Суданске жене играју значајну економску улогу у својим заједницама, пошто становници југа зависе од пољопривреде, испаше, риболова и лова. Када су принуђене да мигрирају у главни град Картум, жене раде маргиналне послове који доноси мали приход и излаже се ризику да их власти ухапсе. Расељене жене често продају чај или пиће, али пошто је продаја алкохола незаконита, то може довести до затворске казне. Расељене жене такође имају проблеме које мушкарци немају, а у страћарима и владиним камповима око Картума, жене настављају да трпе кршења људских права и нападе на њихов телесни интегритет.
У Египту су многе жене из јужног Судана постале део египатске радне снаге да би издржавале своје породице. Како су неки мушкарци преузели породичне улоге као што су припрема хране и брига о деци, постали су осетљиви на потешкоће са којима се суочавају жене. Мушкарцима је непријатно због ове промене улога и склони су да наглашавају негативне последице које оно има на развој детета и однос муж-жена.

## Трајна решења

### Пресељење
Док су ранији таласи суданских избеглица прво тражили азил у суседним земљама, савремене суданске избеглице користе ове земље као одскочну даску за пресељење у трећу земљу. Неке избеглице се крећу између различитих земаља у региону како би повећале своје шансе за пресељење.

### Репатријација
Репатријација суданских избеглица и даље је тешка с обзиром на сукобе и тензије у Дарфуру и Јужном Судану. Свеобухватни мировни споразум (ЦПА) између Владе Судана и Суданског народноослободилачког покрета сматра се главном одредбом мира и стабилности у Судану. Овај пакт је отворио пут за повратак хиљада суданских избеглица из суседних земаља.
У Јужном Судану, наоружане групе и међуплеменски сукоби изазвали су повећан ниво насиља. Обрасци насиља указују на јасно циљање жена и деце. Ово представља дефинитивну препреку за репатријацију. У Дарфуру, несигурност, заузимање земљишта и уништавање усева доводе до даљег расељавања људи и отежава могућност повратака.

## Смештање избеглица
Током грађанског рата између Еритреје и Етиопије, многи грађани две земље су прелазили у Судан као избеглице. Логори где су били смештени имали су веома сурово окружење, било је мањка лекова и чисте воде. Током 2016. године, у Судану је било 232.000 избеглица из Јужног Судана.